# 古文经
古文經，泛指以六國古文字所寫的儒家經書，包括孔子家族與其他人所藏的六國古文字本儒家經書，後延伸出了古文經學。

## 簡介
秦始皇雖在民間焚書，仍命博士官藏書於宮禁之中，直到項羽火燒咸陽宮後，《六經》散佚，漢朝初年，伏生等儒者集合，以其記憶，背誦經典，以當年通行的隸書寫成，故曰今文經。
漢武帝時，魯共王劉餘興建曲阜宮室，欲廣其地，於是拆除孔子之宅，發現了孔子後人在壁中夾層所藏的竹簡，分別是《論語》、《尚書》、《禮經》、《孝經》等數十篇，欲繼續拆牆，卻聽到鐘鼓琴瑟之聲，魯王害怕，停止拆毀孔宅，並將這些出土的儒家經典，獻給了朝廷。因是以古時的蝌蚪文所寫，乃稱古文經。
後因汲郡的盗墓客「不」在疑似是魏安僖王的魏國古墓之中發現了《汲塚書》，又是古文經學的一大重點。